# Голод Петро Іванович
Го́лод Петро́ Іва́нович (17 листопада 1946, Ходорів — 3 січня 2014, Київ) — український фізик-теоретик. Завідувач кафедри фізики НаУКМА (2000—2014). Доктор фізико-математичних наук з 2010 року. Лауреат Державної премії України в галузі науки і техніки.

## Біографія
Народився 17 листопада 1946. Його родина переселилася у зв’язку з подіями 1945 року з посуванням кордонів залишили Добромильський повіт, який відійшов до Польщі, і рушили на схід, осівши в Ходорові. Його батько був швець, майстер, мав ліцензію на відкриття власної майстерні, що було ознакою високої кваліфікації у ремісничій справі .
У 1963 році закінчив школу із золотою медаллю 
Поїхав працювати на Київську ГЕС, і хоча ще не мав достатнього віку (вісімнадцяти років) наполіг, щоб його взяли працювати в організацію, яка займалась мережею всіх електроліній на Київській ГЕС .
Закінчив Київський державний університет імені Тараса Шевченка (1969 р.) 
Закінчивши університет у 1969 році, пішов служити в армію. Службу проходив на полігоні «Капустін Яр», відомому тим, що на ньому проводились випробування перших ракет, які завершились запуском першого у світі супутника, – там займався задачами перенацілювання реактивних літаків .
У 1971—1974 роках навчався в аспірантурі Інституту теоретичної фізики у відділі математичних методів в теоретичній фізиці. В Інституті працює з 1968 року: спочатку на посаді старшого інженера, з 1974 року — молодшого наукового, а з 1986 — старшого наукового співробітника.
З 2000 року — завідувач кафедри фізико-математичних наук Національного університету «Києво-Могилянська академія».
В Інституті теоретичної фізики ім. М. М. Боголюбова працював за сумісництвом. Наукові дослідження Петра Івановича Голода стосувалися: теорії представлень груп та алгебр Лі, теорії інтегровних гамільтонових систем та їх симетрій, нелінійних (топологічних) збуджень в конденсованих середовищах. Протягом тривалого часу також викладав теорію груп на фізичному факультеті КНУ ім. Т. Шевченка.
У 1997 р. він провів ліцензування та акредитацію програми бакалавра напряму підготовки «Фізика» та в 2001 р. програми спеціаліста напряму підготовки «Фізика біологічних систем» на кафедрі фізико-математичних наук НаУКМА .
Лауреат премії Петра Могили 2005 року.
У 2008 р. відкрито магістерську програму напряму підготовки «Фізика» .
У 2013 році П. І. Голода було визнано найкращим викладачем року НаУКМА від факультету природничих наук.
Дружина — Галина Паламарчук, письменниця, журналіст часопису «Дзеркало тижня». У Петра та Галини двоє дітей, Ігор (1978) та Тарас (1981), обидва теж стали фізиками.

## Державні нагороди
- Державна премія України в галузі науки і техніки 2013 року — за цикл наукових праць «Нелінійні хвилі та солітони у фізиці конденсованого середовища» (у складі колективу, посмертно)[5]